# Großer Halken 3 (Aschersleben)

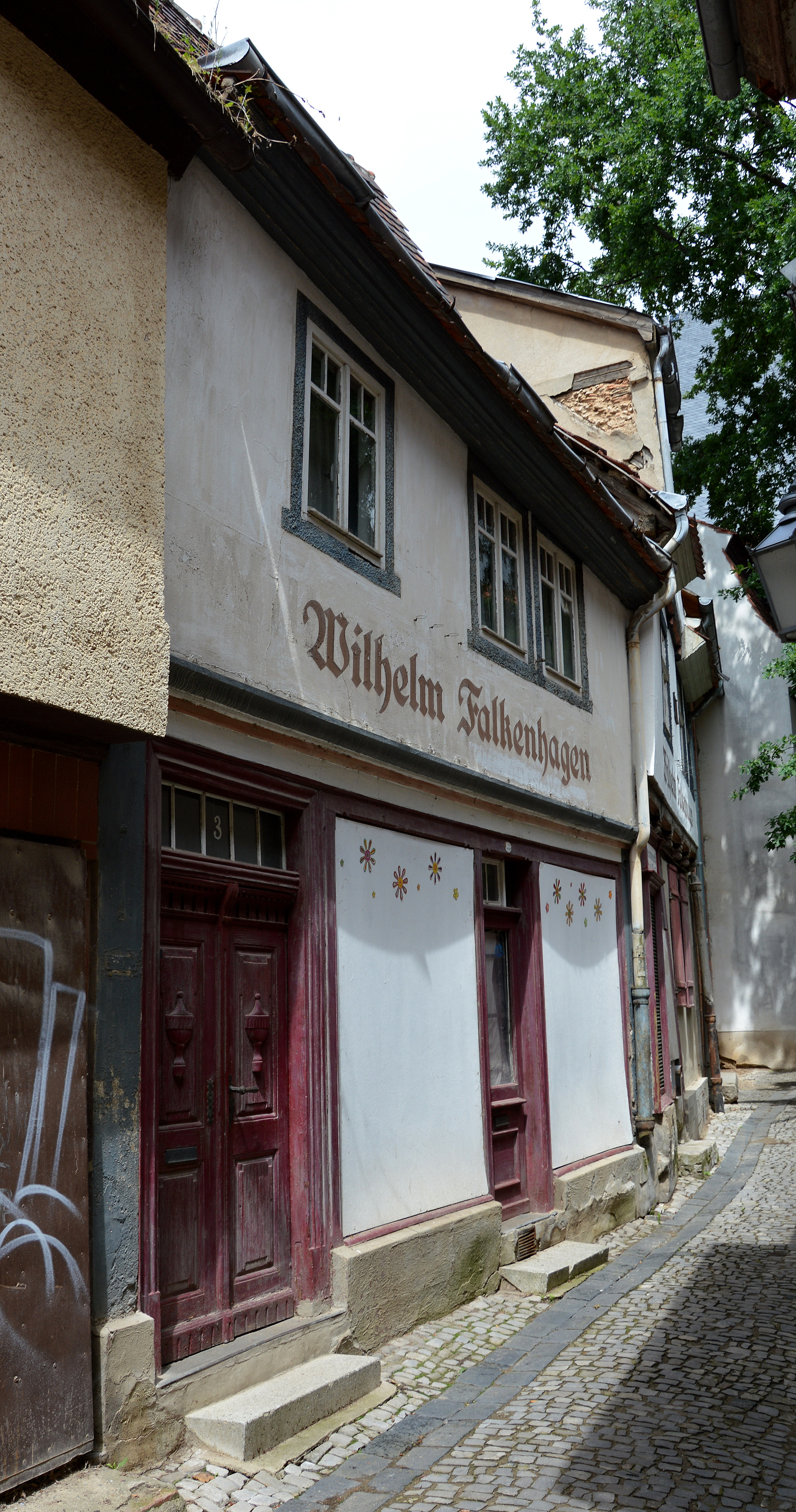
Großer Halken 3

Der Große Halken 3 ist ein denkmalgeschütztes Wohn- und Geschäftshaus in Aschersleben in Sachsen-Anhalt.

## Lage
Es befindet sich im südlichen Teil der Aschersleber Innenstadt, südlich der Sankt-Stephani-Kirche, auf der Westseite der als Denkmalbereich ausgewiesenen schmalen Gasse Großer Halken. Nördlich grenzt das ebenfalls als Einzeldenkmal geführte Wohnhaus Großer Halken 2 an.

## Geschichte und Architektur
Das zweigeschossige Gebäude entstand in der Zeit um das Jahr 1800. Der schlichte verputzte Bau verfügt in seinem Erdgeschoss über einen das komplette Geschoss einnehmenden Ladeneinbau. Bemerkenswert ist die im Empirestil gestaltete Hauseingangstür.
Im örtlichen Denkmalverzeichnis ist das Wohn- und Geschäftshaus unter der Erfassungsnummer 094 80462 als Baudenkmal verzeichnet.